# Janice Cayman
Janice Cayman, née le 12 octobre 1988 à Brasschaat en Belgique, est une footballeuse internationale belge qui joue au poste d'attaquante à Leicester City.

## Biographie

### En club
Après avoir joué au Flash de Western New York (États-Unis) pendant quelques mois et durant deux saisons au Montpellier Hérault Sport Club (France), Le 18 juin 2019, elle signe pour l'Olympique lyonnais. Auparavant, elle a joué quatre saisons au FCF Juvisy (France) ainsi qu'à Pali Blues et Florida State University (États-Unis) pendant ses études universitaires.
Lors de la saison 2018-2019, elle est déléguée club de l'UNFP au sein du Montpellier HSC.
En mars 2023, elle annonce qu'elle quittera l'Olympique lyonnais en fin de saison.
Le 11 juillet 2023, Janice Cayman signe à Leicester City,,.

### En sélection
Elle est la deuxième joueuse belge à atteindre les 100 sélections.
Le 20 juin 2022, elle est sélectionnée par Ives Serneels pour disputer l'Euro 2022.
Le 6 février 2023, la Belge est sélectionnée par Ives Serneels pour disputer la Arnold Clark Cup 2023. Cette dernière étant un tournoi de football féminin sur invitation organisé par la Fédération anglaise de football.

## Palmarès
- Soulier d'or féminin : 2018[9],[10] et 2021
- Championne de la W-League (1) : 2009
- Demi-finaliste Ligue des Champions (1) : 2012-2013
- Vainqueur de la Ligue des champions en 2022

 Équipe de Belgique
- Pinatar Cup (1) :
  - Vainqueur : 2022.

## Statistiques

### Ligue des Champions
- 2008-2009 : 3 matchs (avec le KVK Tienen)
- 2012-2013 : 8 matchs, 2 buts (avec le FCF Juvisy)
- 2017-2018 : 6 matchs, 1 but (avec Montpellier HSC)
- 2019-2020 : 2 matchs (avec l'Olympique Lyonnais)